# Langues en Finlande
Les langues en Finlande sont multiples. Les deux langues officielles du pays les plus utilisées, sont le finnois et le suédois.

## Finnois et suédois
Le finnois est une langue agglutinante appartenant à la famille des langues finno-ougriennes, qui comprend l'estonien, le same (lapon) et le hongrois, dans une moindre mesure. Ces langues se distinguent des autres langues parlées en Europe car, de même que le basque, elles ne sont pas indo-européennes.
Les bases du finnois écrit ont été codifiées par Mikael Agricola archevêque de Turku, qui écrivit un abécédaire en 1543.
Les mots « finnois » et « finlandais » sont parfois employés indifféremment en français courant pour désigner la langue. L'usage le plus courant en français est de faire la distinction entre les deux termes :
- Le terme « finnois » est employé pour désigner des réalités historico-ethnologiques et peut être utilisé pour parler du peuple et de la langue: on peut parler ainsi de « la langue finnoise », on peut parler des « anciens Finnois » (qui ont occupé progressivement à partir de -500 le territoire de l'actuelle Finlande), on peut « parler finnois », etc. En revanche, on ne peut pas dire aujourd'hui que la Finlande est peuplée de Finnois, car ce terme renvoie à une réalité autre que démographique.
- Les termes « Finlande » et « finlandais » font référence à un État, né en tant que tel en 1917, et à la nationalité de la population.

Il y a en Finlande une grande majorité de finnophones (89% de la population, cf. Démographie de la Finlande) et il y a aussi une minorité suédophone (environ 300 000 personnes mais 46,6% de la population sait parler le suédois en 2008), et une minorité d'expression samie (Lapons). On estime le nombre de locuteurs de langue samie à 2 000 actuellement sur le territoire de la Finlande. À cela s'ajoute une minorité Rom relativement importante (près de 10 000 personnes, originaires de Roumanie, et de Bulgarie). Il y a donc en Finlande des Finlandais d'origine finnoise finnophones et suédophones (tous les suédophones ne sont pas des descendants de Suédois), d'autres d'origine suédoise suédophones ou finnophones (des anciens Suédois ayant changé de langue), des Samis d'expression finnoise (qui ont perdu la connaissance du sami comme des Bretons d'origine bretonne peuvent ne plus comprendre le breton, etc.).
Le nom de nombreuses villes de la bande littorale est exprimé dans les deux langues, comme Helsinki (Helsingfors) et Turku (Åbo). C'est le cas aussi de certaines de l'intérieur comme Tampere (Tammerfors), par exemple. La signalisation routière bilingue est également présente dans de nombreuses municipalités.

## Anglais et russe
L'anglais est aussi très présent, en seconde, ou même en troisième langue, pour une très grande partie de la population, vu le haut niveau d'éducation de la population, surtout en milieux urbains, et chez les plus jeunes. Il n'est pas rare de trouver des Finlandais qui parlent trois ou quatre langues étrangères. 
La Finlande a été une province russe (Grand-duché de Finlande) entre 1809 et 1918. Quelque 200 000 Finlandais parlent russe ; elle demeure une langue universitaire[réf. nécessaire]. Le russe reste la langue maternelle de quelque 5 000 Finlandais, qui sont surtout des descendants de Russes, ou Slaves, qui s'établirent en Finlande entre 1800 et 1910. De nos jours, ils sont généralement bilingues russe/finnois, ou russe/suédois. Ils sont localisés surtout à Helsinki, et vers Hamina[réf. nécessaire].
Au moins 52 % des Finlandais parlent deux langues étrangères : majoritairement le suédois et l'anglais[réf. souhaitée].

## Statistiques

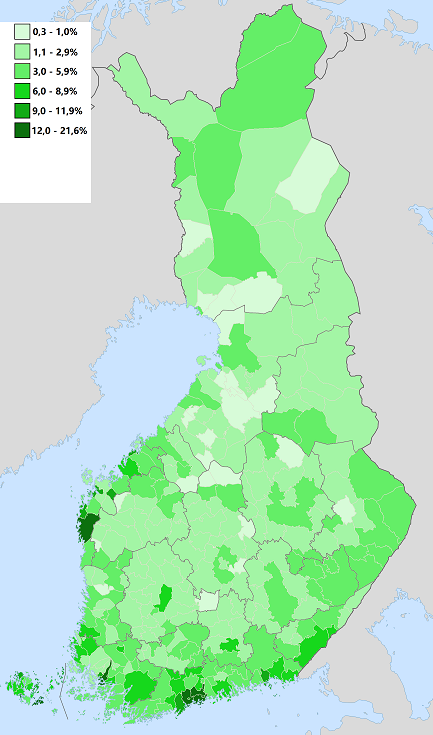
Locuteurs étrangers en 2020 qui ne parlent pas le finnois, le suédois ou le sâme comme langue maternelle

86 % des Finlandais savent parler anglais, ou ont des notions d'anglais. L'anglais est donc plus parlé que le suédois en Finlande, mais il n'est pas une langue maternelle, contrairement au suédois, mais est une langue étrangère. L'anglais est parlé et connu, massivement chez les plus jeunes, et n'est pas connu qu'en de rares zones rurales, ainsi qu'une grande partie des plus de 65 ans.
L'anglais est utilisé administrativement avec des étrangers anglophones, comme les Nigérians, les Ghanéens, les Somaliens, et les Afghans, et d'autres groupes.
46,6 % de la population sait parler suédois en seconde langue. Autrefois parlé par 50 % de la population en 1925, les locuteurs du russe ont beaucoup baissé en influence : environ 200 000 Finnois savent parler russe en 2013. Le russe reste toutefois une langue importante et historique, car la fédération de Russie est voisine et frontalière avec la Finlande.  
Le romani, le roumain, et le bulgare, sont les langues parlées par les quelque 10 000 Roms, arrivés depuis la fin des années 1990.   

### Langues parlées en Finlande
| Rang | Langue     | %        | #         |
| ---- | ---------- | -------- | --------- |
| 1    | Finnois    | 84,90 %  | 4 668 781 |
| 2    | Suédois    | 5,25 %   | 289 052   |
| 3    | Estonien   | 1,82 %   | 100 000   |
| 4    | Russe      | 1,52 %   | 83 675    |
| 5    | Arabe      | 0,98 %   | 53 835    |
| 6    | Anglais    | 0,57 %   | 31 931    |
| 7    | Chinois    | 0,43 %   | 23 500    |
| 8    | Somali     | 0,37 %   | 20 007    |
| 9    | Polonais   | 0,30 %   | 17 000    |
| 10   | Catalan    | 0,30 %   | 16 806    |
| 11   | Espagnol   | 0,25 %   | 14 005    |
| 12   | Kurde      | 0,24 %   | 13 327    |
| 13   | Albanais   | 0,23 %   | 12 359    |
| 14   | Thaï       | 0,22 %   | 12 264    |
| 15   | Persan     | 0,22 %   | 12 090    |
| 16   | Turc       | 0,22 %   | 11 975    |
| 17   | Vietnamien | 0,20 %   | 10 817    |
| 50   | Lapon      | 0,04 %   | 1 992     |
| -    | Autre      | 1,94 %   | 106 584   |
|      | Total      | 100,00 % | 5 471 753 |

|                       | 2017      | 2018      | 2019      | 2020      | %    |
| Langues nationales    | 5 139 805 | 5 126 173 | 5 112 648 | 5 100 946 | 92,0 |
| Finnois               | 4 848 761 | 4 835 778 | 4 822 690 | 4 811 067 | 86,9 |
| Suédois               | 289 052   | 288 400   | 287 954   | 287 871   | 5,2  |
| Sami                  | 1 992     | 1 995     | 2 004     | 2 008     | 0,0  |
| Langues étrangères    | 373 325   | 391 746   | 412 644   | 432 847   | 7,8  |
| Russe                 | 77 177    | 79 225    | 81 606    | 84 190    | 1,5  |
| Estonien              | 49 590    | 49 691    | 49 427    | 49 551    | 0,9  |
| Arabe                 | 26 467    | 29 462    | 31 920    | 34 282    | 0,6  |
| Anglais               | 19 626    | 20 713    | 22 052    | 23 433    | 0,4  |
| Somali                | 20 007    | 20 944    | 21 920    | 22 794    | 0,4  |
| Kurde                 | 13 327    | 14 054    | 14 803    | 15 368    | 0,3  |
| Perse, Farsi          | 12 090    | 13 017    | 14 118    | 15 105    | 0,3  |
| Chinois               | 11 825    | 12 407    | 13 064    | 13 778    | 0,2  |
| Albanais              | 10 391    | 10 990    | 11 806    | 12 664    | 0,2  |
| Vietnamien            | 9 872     | 10 440    | 11 094    | 11 562    | 0,2  |
| Total                 | 5 513 130 | 5 517 919 | 5 525 292 | 5 533 793 | 100  |
| Source: Tilastokeskus |           |           |           |           |      |

### Langues étrangères les plus étudiées
Les langues étrangères les plus étudiées en pourcentage d’élèves qui les apprennent dans l’enseignement secondaire inférieur (CITE 2) en 2009/2010 sont les suivantes, :
| # | Langue   | %      |
| - | -------- | ------ |
| 1 | Anglais  | 99,2 % |
| 2 | Suédois  | 91,9 % |
| 3 | Allemand | 11,2 % |
| 4 | Finnois  | 6,1 %  |
| 5 | Français | 6,0 %  |
| 6 | Russe    | 1,2 %  |
| 7 | Espagnol | 0,0 %  |

Les pourcentages d'élèves étudiant l'anglais, le français, l'allemand, l'espagnol et le russe dans l’enseignement secondaire supérieur (niveau CITE 3) d’orientation générale en 2009/2010 sont les suivants :
| # | Langue   | %      |
| - | -------- | ------ |
| 1 | Anglais  | 99,1 % |
| 2 | Allemand | 25,7 % |
| 3 | Français | 17,4 % |
| 4 | Espagnol | 13,8 % |
| 5 | Russe    | 6,6 %  |